# Zeta Ophiuchi
Désignations
Zeta Ophiuchi (ζ Oph / ζ Ophiuchi, Zêta Ophiuchi) est une étoile de la constellation du Serpentaire, située à environ 460 années-lumière de la Terre. Contrairement à la plupart des étoiles brillantes, ζ Ophiuchi ne possède pas de nom propre, bien qu'elle puisse avoir été dénommée Han par les chinois.[réf. souhaitée]

## Caractéristiques physiques
Zeta Ophiuchi possède une masse évaluée à 20 masses solaires et une luminosité équivalente à 91 000 fois celle du Soleil.
Bien que ζ Ophiuchi soit une étoile bleue de la séquence principale très chaude et très lumineuse, elle apparaît moins brillante que ce qu'elle devrait être à cause de la poussière interstellaire qui absorbe une grande partie de sa lumière, notamment dans la partie la plus bleutée du spectre. En l'absence de cette poussière, ζ Ophiuchi serait parmi les étoiles les plus brillantes du ciel. ζ Ophiuchi est à environ la moitié de la phase initiale de son évolution stellaire et enflera dans les quelques prochains millions d'années pour devenir une étoile supergéante avant d'achever sa vie en une supernova.

## Système binaire
Des astronomes croient que Zeta Ophiuchi faisait partie d'un système binaire. Sa vitesse actuelle, de 24 kilomètres par seconde, résulterait de l'explosion en supernova d'un compagnon plus massif qu'elle. Cette même supernova pourrait également être à l'origine de la présence de fer 60 dans les couches géologiques récentes sur Terre.